# باتريك جاي دوغان
باتريك جاي دوغان (بالإنجليزية: Patrick J. Duggan)‏ هو محامي وقاضي أمريكي، ولد في 19 يونيو 1933 في ديترويت في الولايات المتحدة.